# Анелівка
Анелівка (Ангелівка) — колишній хутір в Україні, виведений із облікових даних у зв'язку з переселенням жителів.
Розташований за 2 км від с. Довжанка Тернопільського району Тернопільської області.

## Історія
Відомий від початку XX ст. Фольклорист і краєзнавець Михайло Крищук подає у своїй «Топоніміці», що назва хутора походить від польського імені Анеля. У ТІМСі дається уточнення, що названий на честь Анелі Баворовської — власниці Довжанки.
Від 1940 року належав до Довжанської сільської ради Козлівського району. 1962 року Козлівський район поділений, східна його частина, включаючи Довжанську сільську раду, відійшла до Тернопільського району.
У лютому 1952 на хуторі — 5 будинків, у яких проживали 22 особи. У наступні роки мешканців переселено, а 1958 року хутір виведений з облікових даних.